# Diores bivattatus
Espèce
Diores bivattatus est une espèce d'araignées aranéomorphes de la famille des Zodariidae.

## Distribution
Cette espèce est endémique du Cap-Occidental en Afrique du Sud,. Elle se rencontre vers Stellenbosch.

## Description
La femelle décrite par Jocqué en 1991 mesure 4,92 mm.

## Publication originale
- Simon, 1893 : Histoire naturelle des araignées. Paris, vol. 1, p. 257-488 (texte intégral).